# Romazières
Romazières település Franciaországban, Charente-Maritime megyében. Lakosainak száma 83 fő (2022. január 1.). Romazières Les Éduts, Fontaine-Chalendray, Néré, Saleignes, Seigné, Villiers-Couture és Aubigné községekkel határos.

## Népesség
A település népessége az elmúlt években az alábbi módon változott:
| Lakosok száma | 138  | 102  | 99   | 68   | 74   | 71   | 71   | 70   | 70   | 83   |
|               | 1968 | 1982 | 1990 | 2006 | 2013 | 2015 | 2017 | 2019 | 2020 | 2022 |